# Girelli, Alaşehir
Girelli là một xã thuộc huyện Alaşehir, tỉnh Manisa, Thổ Nhĩ Kỳ. Dân số thời điểm năm 2011 là 1.287 người.